# Delingsdijk
De Delingsdijk is een dijk in de gemeente Schouwen-Duiveland in de Nederlandse provincie Zeeland tussen Serooskerke en Brouwershaven. Over deze dijk, met een lengte van ca. 7660 meter, loopt de provinciale weg N653.

## Dijk
De Delingsdijk is aangelegd na de watersnood van 1953 om de polder van het voormalige eiland Schouwen in tweeën te delen, zodat bij een nieuwe dijkdoorbraak niet de gehele polder onderloopt. Door de doorbraak bij de Schelphoek liep ca. 9000 hectare land onder water. De grootte van deze vloedkom bemoeilijkte het sluiten van de dijk, aangezien bij ieder getij een debiet van 120 à 130 miljoen m³ door het gat stroomde. Verkleining van de vloedkom zou het herstel van een eventuele nieuwe doorbraak vergemakkelijken. Tevens scheidt de dijk de noordelijke van de zuidelijke bedijking, zodat bij een dijkdoorbraak aan beide zijden van de polder de vorming van een stroomgeul voorkomen wordt.

## Weg
De provinciale weg N653 is grotendeels uitgevoerd als tweestrooks-gebiedsontsluitingsweg en heeft een maximumsnelheid van 80 km/uur, met uitzondering van de laatste ca. 400 meter bij Brouwershaven, die is uitgevoerd als erftoegangsweg waar de maximumsnelheid 60 km/uur is. De eerste drie kilometer vanaf Serooskerke is voorzien van een vrijliggend fietspad, voor het overige deel geldt een fietsverbod. Een gedeelte van de weg loopt langs Plan Tureluur. Langs dit gedeelte zijn parkeerhavens voor vogelaars aangelegd. De weg heeft een gebiedsontsluitende functie.